# Erastria olivata
Erastria olivata là một loài bướm đêm trong họ Geometridae.